# 山田隆 (プロレス記者)
山田 隆（やまだ たかし、1933年5月24日 - 1998年9月8日）は、日本のプロレス記者・評論家。
東京スポーツ新聞社に所属していた。北海道北見市出身。

## 来歴
1959年東京スポーツに入社、1967年9月22日から日本テレビの『日本プロレス中継』で解説者を務める。ターザン・タイラーの手錠事件写真を紹介するなど、海外マット界の情報を生かすというこれまでには無い画期的な解説を取り入れた。ジャイアント馬場との親交が深く、1972年の全日本プロレス旗揚げから1980年代末まで、長年に渡り『全日本プロレス中継』の解説者を務めた。
特に1981年世界最強タッグ決定リーグ戦の最終戦（蔵前国技館、優勝決定戦）にてスタン・ハンセンが乱入し、ブルーザー・ブロディ&ジミー・スヌーカ組に助太刀した、いわゆるスタン・ハンセン乱入事件の時に山田が発した「ハンセンですよ!」は今でもプロレスファンの語り草になっている。また、外国人レスラーとの交流を通じてアメリカのプロレス事情にも精通し、独特のダミ声での語り口調は実況の倉持隆夫アナウンサーとの名コンビで、視聴者に親しまれた。
1998年9月8日、肝硬変のため死去。65歳没。

## 著書
- 『プロレスの首領』（1983年1月、東京スポーツ新聞社）ISBN 978-4808400590